# Voyager of the Seas
El Voyager of the Seas és un vaixell de passatgers de la companyia de creuers Royal Caribbean International.
Acabat de construir l'any 1998 a Aker Finnyards a Turku, Finlàndia, navega amb bandera de Bahames. Va ser el primer vaixell de creuers que va incorporar una paret d'escalada (rocòdrom) i una pista de patinatge sobre gel. Té eslora de 311 m, mànega de 37.4 m, altura de 63m amb 15 cobertes, calat de 8 m. Nominalment accepta 3138 passatgers i 1181 tripulants. Sol fer rutes a Austràlia i Nova Zelanda durant l'estiu austral, i rutes a la Xina i Japó durant l'estiu boreal.
Fa uns anys havia estat a la Mediterrània i parava a Barcelona.